# 天野政紀
天野 政紀（あまの まさのり）は、日本の数学者。博士（理学）（東京工業大学・課程博士・2014年）。静岡県立大学経営情報学部助教、同大学院経営情報イノベーション研究科助教。

## 経歴
2008年（平成20年）静岡大学理学部数学科卒業、2011年（平成23年）東京工業大学大学院博士前期課程修了、2014年（平成26年）東京工業大学大学院博士後期課程修了。博士論文の題は「タイヒミュラー測地線の境界挙動について」。
東京工業大学大学院理工学研究科教務補佐員、同理学国際教育研究流動機構流動研究員、芝浦工業大学工学部非常勤講師、東京都市大学非常勤講師を経て、2016年（平成28年）10月より静岡県立大学経営情報学部助教、同大学院経営情報イノベーション研究科助教。